# Manchester Society for Women's Suffrage
Manchester Society for Women's Suffrage, var en organisation för kvinnlig rösträtt i Storbritannien, aktiv mellan 1865 och 1918.  Det var den första föreningen för kvinnlig rösträtt i Storbritannien. Den är känd under en rad olika namnvariationer. 
Föreningen bildades 1865 av Elizabeth Wolstenholme som Manchester Committee for the Enfranchisement of Women, men organiserades 1867 av dess första ordförande Lydia Becker. Det var en lokalförening, men länge ledande inom den brittiska rösträttsrörelsen, som fram till 1897 var splittrad. Den var utgångspunkt för landets första nationella rösträttsförening, National Society for Women's Suffrage, som bildades av dess ordförande senare samma år. 
År 1872 blev den också utgångspunkt för Central Committee of the National Society for Women's Suffrage, som representerade denna och flera andra lokala rösträttsföreningar i London. 1897 blev den liksom 500 andra lokala rösträttsföreningar en del av National Union of Women's Suffrage Societies. 